# Bracon compunctor
Bracon compunctor är en stekelart som beskrevs av Cameron 1886. Bracon compunctor ingår i släktet Bracon och familjen bracksteklar. Inga underarter finns listade.